# Manuel Pardo
Manuel Pardo y Lavalle (Lima, 9 agosto 1834 – Lima, 16 novembre 1878) è stato un politico peruviano.
È stato Ministro delle Finanze della Repubblica Peruviana e Presidente del Perù dal 2 agosto 1872 al 2 agosto 1876. Era figlio del politico e scrittore Felipe Pardo y Aliaga e padre di José Pardo y Barreda, che fu anch'egli Presidente del Perù.